# Полезные ископаемые Слюдянки
Слюдянка находится в предгорьях горной системы Хамар-Дабан, состоящей из горных пород возраста байкальской и раннекаледонской складчатости, в связи с этим основными горными породами, встречающихся в окрестностях Слюдянки являются граниты, мраморы, кристаллические сланцы, диопсиды, полевые шпаты и т. д. Четыре наиболее известных полезных ископаемых — это слюда-флогопит, мрамор, лазурит (ляпис-лазурь) и мраморизованный известняк.

## Слюда

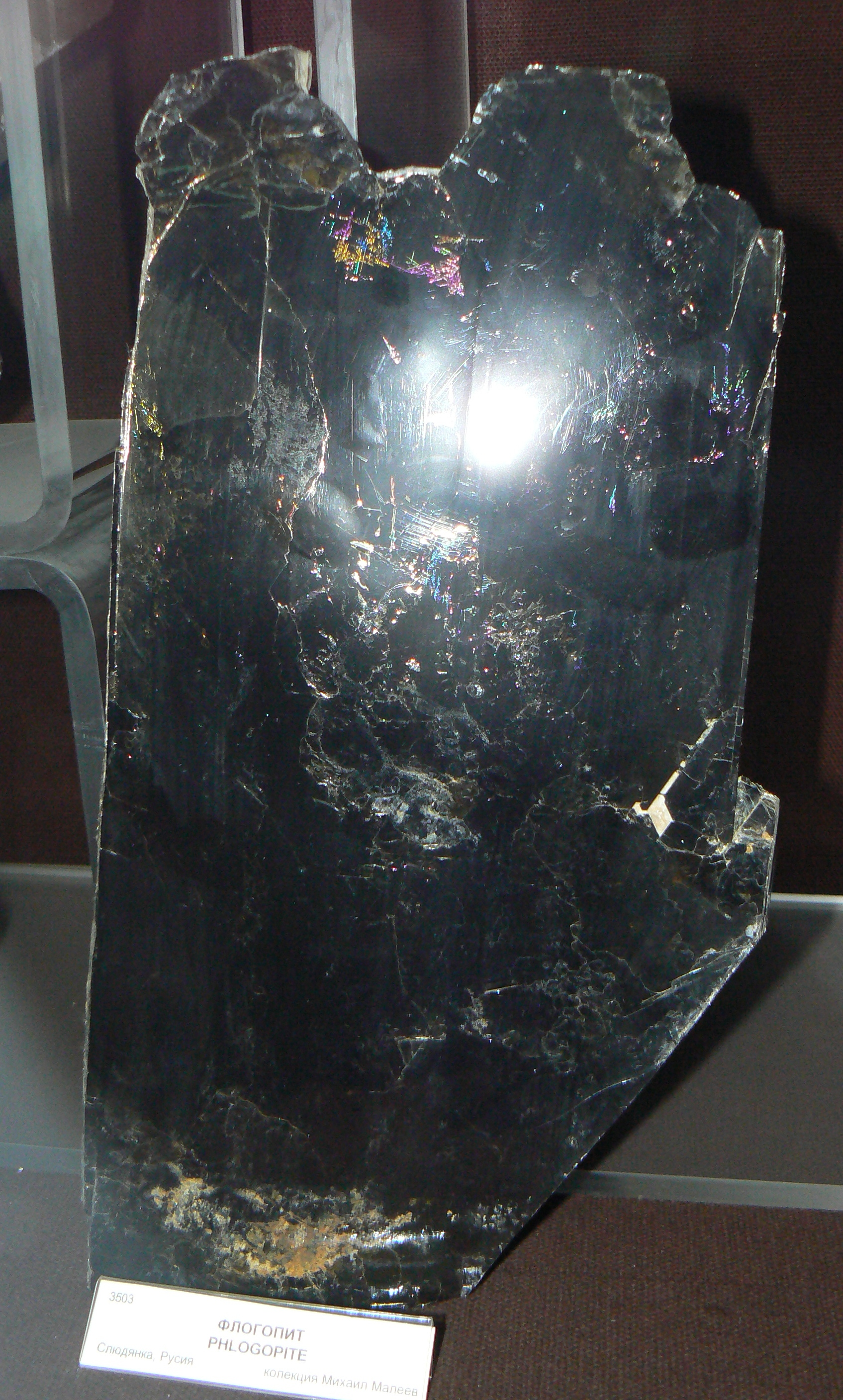
Кристалл слюды. Минералогический музей имени В. Жигалова

Слюда-флогопит была обнаружена здесь казаками ещё в 1647 году, для её добычи даже был основан острог, однако затем она перестала добываться. Новое рождение месторождения слюды обрели благодаря Эрику Лаксману, известнейшему путешественнику и геологу. Проезжая по южному берегу Байкала, Лаксман заинтересовался горными породами и полезными ископаемыми Южного Прибайкалья. Он открыл Малобыстринское месторождение лазурита, заново открыл месторождения слюды и назвал реку, на которой находились месторождения, Слюдянкой. Несмотря на его усилия, добыча слюды здесь началась лишь в 1902 году, когда местный рудознатец Якунин открыл слюдяные жилы в 3 километрах от железнодорожной станции застолбил их. Промышленная добыча слюды началась в Слюдянке в 1924 году. Был создан трест «Слюдасоюз», а затем, в 1929 году, было организовано Слюдянское рудоуправление. Добыча слюды велась большими темпами в связи с высоким спросом на слюду в электротехнике и военном машиностроении. В 1958 году река Улунтуй пробилась в штольни и затопила разработки, геологами была проведена огромная работа по отводу воды, однако в 1974 добыча слюды была прекращена. Сейчас слюдяные копи могут быть интересны лишь туристам.

## Мраморизованный известняк
В настоящее время наиболее используемым полезным ископаемым является мраморизованный известняк. Его добыча ведется силами ОАО «Карьер Перевал». Для строительства плотин Ангарского каскада ГЭС необходим был цемент, и в 1958 году в окрестностях Слюдянки был открыт карьер для добычи сырья для производства цемента. В 2008—2010 годах карьер работал с перебоями.

## Мрамор
Не менее ценным ископаемым является и мрамор разных цветов, от белого до розового. Его добывали в карьере Буровщина. После закрытия добычи слюды Слюдянское рудоуправление перепрофилировалось на добычу и обработку мрамора. Мрамор из Слюдянки использовался для производства надгробных памятников и как облицовочный камень. Им облицованы станция Новосибирского метрополитена «Красный проспект», станция Харьковского метро «Пролетарская», станции московского метрополитена «Баррикадная», «Улица 1905 года».

## Лазурит
Лазурит в окрестностях Слюдянки начали добывать сразу же после открытия его месторождения уже упомянутым Лаксманом.. Первая партия была отправлена в Санкт-Петербург для облицовки стен Петергофа. Он использовался для облицовки стен Исаакиевского собора Санкт-Петербурга и в качестве сырья для получения ультрамариновой краски. С 1851 до 1863 года его добычей в Малобыстринском карьере занимался мастеровой Екатеринбургской гранильной фабрики Пермикин. После 1863 года его добыча прекратилась практически на 100 лет. Обручев, посетивший Слюдянку в 1889 году, отмечал заброшенность этих мест. В 1967 году организация «Байкалкварцсамоцветы» организовала добычу лазурита, но в 1995 предприятие разорилось.

## Неиспользуемое сырье

### Фосфаты
Примерно в 3 км от города имеется месторождение апатитов (с содержанием полезного компонента — 4 %). Прогнозные ресурсы оцениваются в 90 млн т. Это месторождение может служить базой для производства фосфорных удобрений. Однако оно находится в водоохранной зоне, и его освоение пока не начиналось. Относится к резервным.

### Огнеупорные глины
В 3—4 км от Слюдянки, вблизи Сухого Ручья, имеется месторождение огнеупорных глин, образованных из изверженных пород — пегматитов — путём их химического разрушения. Его открыли в начале XX в. при строительстве Кругобайкальской железной дороги. В дореволюционный период на нем добывалась глина для производства огнеупорного кирпича на местном кирпичном заводе. В 1927 году было принято решение о его закрытии.

## Прочие минералы

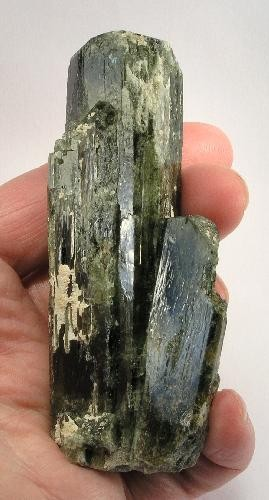
Диопсид. Месторождение Слюдянка.

Академик Ферсман в одном из своих сочинений назвал Слюдянку минералогическим раем. Помимо вышеперечисленных полезных ископаемых в горах около Слюдянки было найдено ещё около 100 минералов, таких как апатит, диопсид, волластонит, главколит, уранотовит, менделевит, голдманит, азурит, андалузит, афганит, быстрит, вермикулит, графит, доломит, гидрогётит, кварц, корунд, космохлор, лавровит, молибденит, ортоклаз, плагиоклаз, родонит, сфалерит, флоренсовит, шерл.